# Théâtre Talia
Le Teatro Thalia ou Teatro Talia, également appelé Teatro das Laranjeiras, est un petit théâtre adjacent au Palais de Laranjeiras, qui appartenaient tous deux initialement à Joaquim Pedro Quintela, 1er comte de Farrobo. Il est situé dans la paroisse de São Domingos de Benfica, à Lisbonne, près de l'actuel zoo de Lisbonne.
Malgré sa petite taille (560 spectateurs), c'était l'un des principaux théâtres de Lisbonne au XIXe siècle, où se produisaient les grandes figures du panorama musical de l'époque. Aujourd'hui, c'est l'une des salles de concert de l'Orquestra Metropolitana de Lisboa.

## Histoire
Construit en 1825, il fut reconstruit et rénové en 1842, selon un projet de l'architecte Fortunato Lodi. En 1862, le théâtre est pratiquement détruit par un incendie survenu le 9 septembre, seule la façade étant épargnée. Au XXIe siècle, les ateliers d'artiste de Gonçalo Byrne Arquitectos et Barbas Lopes Arquitectos ont réalisé le projet de récupération du bâtiment.
Sur la façade du théâtre, on peut voir l'inscription "Hic Mores Hominum Castigantur" (Ici les coutumes des hommes seront punies).
En 1974, le Théâtre Thalia, qui fait partie de l'ensemble architectural qui comprend le Palais des Comtes de Farrobo (ou Palais de Laranjeiras), a été classé Bien d'Intérêt Public,.